# La dominatrice (film 1935)
La dominatrice (Annie Oakley) è un film biografico del 1935 diretto da George Stevens, liberamente ispirato alla vita della tiratrice Annie Oakley.

## Trama
Annie Oakley è una giovane donna che vive con la madre e due fratelli in una zona boschiva dell'Ohio attorno al 1880. Annie è molto abile col fucile e mantiene i familiari con i proventi della caccia e un giorno consegna a un commerciante del luogo sei dozzine di quaglie perché siano consegnati a Mr. MacIvor, un albergatore di Cincinnati. Mr. MacIvor apprezza la qualità della selvaggina ricevuta: ogni uccello è stato colpito solo alla testa, e l'assenza di pallini nelle carni è una caratteristica molto apprezzata dai clienti fra i quali ci sono Toby Walker, "il più grande tiratore al mondo", e Jeff Hogarth, un impresario circense socio di Buffalo Bill nel Wild West Show, lo spettacolo i cui esercizi sono ispirati al Far West. Hogarth ha appena assunto Toby Walker il quale dovrà esibirsi come tiratore nel circo. Toby Walker è fin troppo consapevole della sua abilità e la sua presunzione indispettisce Mr. MacIvor il quale lo sfida a una gara di tiro per l'indomani. MacIvor è convinto infatti che il cacciatore che gli fornisce la selvaggina sia molto più abile di Walker.
L'indomani MacIvor resta sbalordito quando si rende conto che l'abile cacciatore dell'Ohio che ha convocato per la gara è in realtà una fanciulla giovane e graziosa giunta dal villaggio natale in compagnia dei suoi concittadini i quali, consapevoli dell'abilità di Annie, scommettono sulla vittoria della fanciulla consegnando il danaro a Hogarth che funge da allibratore. La gara di tiro al piattello fra Annie e Walker ha inizio; perderà il primo che fallirà il colpo. La gara dura a lungo, e tutti ammirano la straordinaria abilità della fanciulla; Hogarth dichiara ad alta voce che vorrebbe scritturare Annie al posto di Walker. La madre di Annie invita sottovoce la figlia a "non far perdere il lavoro a quell'uomo", e Annie, che peraltro si sta innamorando di Walker, sbaglia volutamente un colpo dando così la vittoria al rivale fra la delusione generale degli spettatori. Solo Hogarth si è reso conto dell'accaduto. Tornata nel villaggio natale, Annie promette di restituire la posta a tutti coloro che avevano scommesso su di lei; giunge però Hogarth il quale consegna ad Annie il danaro scommesso dai suoi amici, affermando di non aver messo in gioco soldi che gli erano stati consegnati; Hogarth assume poi Annie come tiratrice nel circo Wild West Show.

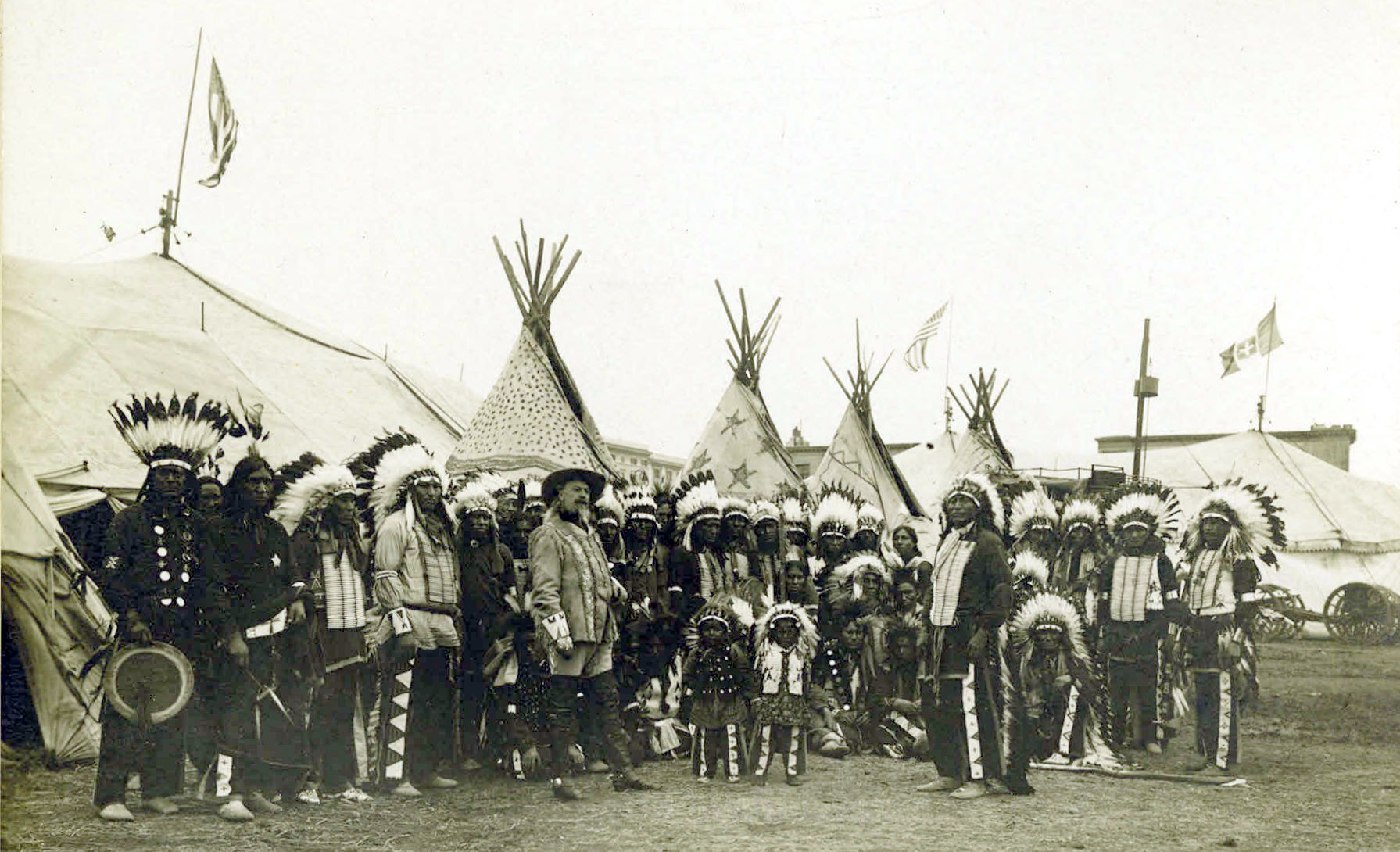
Wild West Show di Buffalo Bill (foto del 1890)

Più tardi Annie conquista il rispetto e l'ammirazione dei nuovi colleghi del Wild West Show, compreso Buffalo Bill. Costui vorrebbe che partecipasse agli spettacoli del suo circo western anche Toro Seduto, il famoso capo indiano già vincitore della battaglia del Little Bighorn. Toro Seduto, che assiste a una rappresentazione del Wild West Show, rifiuta annoiato le proposte degli impresari. Tuttavia, dopo aver assistito all'esibizione di Annie, entusiasta della sua abilità, il grande capo indiano accetta di entrare a far parte del circo.
Sboccia l'amore fra Annie Oakley e Toby Walker, nonostante la contrarietà di Hogarth, innamorato di Annie. I due tiratori diventano amici di Toro Seduto. Un giorno che un nemico del capo indiano cerca di ucciderlo con una pistola, Walker balza contro l'attentatore afferrandogli la pistola proprio mentre viene sparato il colpo: Toby ha salvato la vita dell'amico, ma lo sparo ha danneggiato in parte la sua acuità visiva. Sebbene Toby Walker cerchi di nascondere le conseguenze dell'incidente, la sua abilità nel tiro è compromessa tanto che, durante un'esibizione, colpisce per errore Annie a una mano e viene licenziato. Hogarth insinua che l'incidente sia stato voluto; Annie e Toby si separano, ma è per poco. Dopo un tour trionfale in Europa, il circo si esibisce a New York, la città natale di Walker; costui assiste allo spettacolo. Toro Seduto riesce a dimostrare la buona fede di Toby e a riunire i due innamorati.

## Produzione

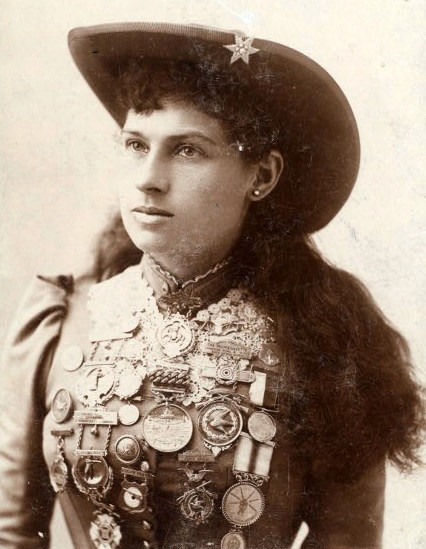
Annie Oakley (fotografia del 1890 circa)

Il budget del film fu di 354.000 dollari; gli incassi ammontarono a 620,000 dollari. La protagonista del film Annie Oakley (1860-1926) è vissuta realmente: era stata un'abilissima tiratrice, nel 1875 aveva gareggiato a Cincinnati contro un altro famoso tiratore, Frank Butler, col quale successivamente si unì professionalmente e sentimentalmente. Sposatisi nel 1882, i due fecero parte del Wild West Show di Buffalo Bill. La vita di Annie Oakley ha ispirato numerose altre opere cinematografiche, teatrali e letterarie, più o meno romanzate. Sebbene il film di George Stevens, uscito pochi anni dopo la morte della protagonista, sia uno dei meno romanzati, nel film esistono numerosi dati inventati o alterati rispetto alla realtà, soprattutto quelli riguardanti Frank Butler, il marito della Annie Oakley storica. Si ritiene che i cambiamenti siano stati fatti dalla produzione per evitare possibili conseguenze legali.

## Critica
Il film è innanzitutto un film biografico in cui si rievoca la vita di personalità legate al mondo dello spettacolo, e in cui la ricostruzione biografica costituisce lo spunto per riproporre brani relativi allo spettacolo sportivo e circense, in questo caso. Del film venne sottolineata in particolare l'interpretazione notevole di Barbara Stanwyck. Qualche decennio dopo, la critica cinematografica Pauline Kael definirà la Stanwyck "sempre fresca e credibile" e dirà, a proposito della regia di George Stevens, che «in alcuni momenti raggiunge i risultati che otterrà più tardi ne Il gigante [...] ma qui sono più leggeri e migliori. Sembrano spuntare un po' a caso, tanto che il film sembra quasi improvvisato».